# Notonecta lutea
Notonecta lutea är en insektsart som beskrevs av Müller 1776. Notonecta lutea ingår i släktet Notonecta, och familjen ryggsimmare. Arten är reproducerande i Sverige.